# Antonio Vidal González
Antonio Vidal González (Candelaria, Misiones, 22 de abril de 1964) es un exfutbolista argentino.

## Trayectoria
Vidal González nació en Candelaria (Misiones), provincia de Misiones. Sus momentos más destacados en su trayectoria futbolística fueron los siguientes.
El domingo 20 de noviembre de 1988, debutando en la titularidad de San Martín de Tucumán, le metió tres goles a Boca Juniors en La Bombonera. Aquel día, San Martín ganó por 6-1. Tenía un antecedente del año 1985, cuando también metió 4 goles jugando con la camiseta del Club Guaraní Antonio Franco.
En 1992 salió campeón uruguayo con Nacional, formando dupla de ataque con el panameño Julio César Dely Valdés.

## Clubes
| Club                             | País      | Año       |
| -------------------------------- | --------- | --------- |
| Mitre de Posadas                 | Argentina | 1982-1983 |
| San Martín de Tucumán            | Argentina | 1984      |
| Guaraní Antonio Franco (Posadas) | Argentina | 1985      |
| Estudiantes de La Plata          | Argentina | 1986      |
| Guaraní Antonio Franco (Posadas) | Argentina | 1987-1988 |
| San Martín de Tucumán            | Argentina | 1988      |
| Argentinos Juniors               | Argentina | 1989-1991 |
| Club Nacional de Football        | Uruguay   | 1992-1994 |
| Emelec                           | Ecuador   | 1994-1995 |
| Colón                            | Argentina | 1995      |
| Bolívar                          | Bolivia   | 1996-1997 |
| Defensor Sporting                | Uruguay   | 1997      |
| Jorge Wilstermann                | Bolivia   | 1998      |
| The Strongest                    | Bolivia   | 1999-2000 |
| Oriente Petrolero                | Bolivia   | 2001      |
| Unión Central                    | Bolivia   | 2002      |
| Club Atlético Candelaria         | Argentina | 2003-2004 |

## Palmarés
| Título                 | Club              | País    | Año  |
| ---------------------- | ----------------- | ------- | ---- |
| Campeonato Uruguayo    | Nacional          | Uruguay | 1992 |
| Campeonato Ecuatoriano | Emelec            | Ecuador | 1994 |
| Torneo Boliviano       | Bolívar           | Bolivia | 1997 |
| Torneo Boliviano       | Oriente Petrolero | Bolivia | 2001 |